# العلاقات الألمانية البنمية
العلاقات الألمانية البنمية هي العلاقات الثنائية التي تجمع بين ألمانيا وبنما.

## مقارنة بين البلدين
هذه مقارنة عامة ومرجعية للدولتين:
| وجه المقارنة                                              | ألمانيا                                                                              | بنما                      |
| --------------------------------------------------------- | ------------------------------------------------------------------------------------ | ------------------------- |
| المساحة (كم2)                                             | 357.41 ألف                                                                           | 74.18 ألف                 |
| عدد السكان (نسمة)                                         | 81.29 مليون                                                                          | 4.10 مليون                |
| الكثافة السكانية (ن./كم²)                                 | 227.44                                                                               | 55.27                     |
| العاصمة                                                   | بون، برلين                                                                           | بنما                      |
| اللغة الرسمية                                             | اللغة الألمانية                                                                      | اللغة الإسبانية           |
| العملة                                                    | يورو، مارك ألماني                                                                    | بالبوا بنمي، دولار أمريكي |
| الناتج المحلي الإجمالي (بليون دولار)                      | 3.68 تريليون                                                                         | 61.84 مليار               |
| الناتج المحلي الإجمالي (تعادل القوة الشرائية) بليون دولار | 3.92 تريليون                                                                         | 87.37 مليار               |
| الناتج المحلي الإجمالي الاسمي للفرد دولار أمريكي          | 41.31 ألف                                                                            | 13.27 ألف                 |
| الناتج المحلي الإجمالي للفرد دولار أمريكي                 | 46.40 ألف                                                                            | 20.89 ألف                 |
| مؤشر التنمية البشرية                                      | 0.926                                                                                | 0.780                     |
| رمز المكالمات الدولي                                      | +49                                                                                  | +507                      |
| رمز الإنترنت                                              | .de                                                                                  | .pa                       |
| المنطقة الزمنية                                           | توقيت وسط أوروبا، ت ع م+01:00، ت ع م+02:00، توقيت أوروبا الوسطى المعياري (ت غ م +1) ‏ | 00                        |

## منظمات دولية مشتركة
يشترك البلدان في عضوية مجموعة من المنظمات الدولية، منها:
| علم المنظمة | اسم المنظمة                               | تاريخ انضمام ألمانيا | تاريخ انضمام بنما |
| ----------- | ----------------------------------------- | -------------------- | ----------------- |
|             | مؤسسة التمويل الدولية                     | 20 يوليو 1956        | 20 يوليو 1956     |
|             | منظمة حظر الأسلحة الكيميائية              | 29 أبريل 1997        | ?                 |
|             | يونسكو                                    | 11 يوليو 1951        | 10 يناير 1950     |
|             | الاتحاد الدولي للاتصالات                  | 1866                 | 14 يوليو 1914     |
|             | الأمم المتحدة                             | 18 سبتمبر 1973       | 13 نوفمبر 1945    |
|             | منظمة الشرطة الجنائية الدولية             | ?                    | ?                 |
|             | البنك الدولي للإنشاء والتعمير             | 14 أغسطس 1952        | 14 مارس 1946      |
|             | الاتحاد البريدي العالمي                   | 1 يوليو 1875         | ?                 |
|             | منظمة التجارة العالمية                    | ?                    | ?                 |
|             | مؤسسة التنمية الدولية                     | 24 سبتمبر 1960       | 1 سبتمبر 1961     |
|             | الفريق المعني برصد الأرض                  | ?                    | ?                 |
|             | المركز الدولي لتسوية المنازعات الاستشارية | 18 مايو 1969         | 8 مايو 1996       |
|             | وكالة ضمان الاستثمار متعدد الأطراف        | 12 أبريل 1988        | 21 فبراير 1997    |

## أعلام
هذه قائمة لبعض الشخصيات التي تربطها علاقات بالبلدين:
- كيفن كوراني (لاعب كرة قدم برازيلي، 2 مارس 1982[35] – )

## وصلات خارجية
- موقع وزارة الخارجية الألمانية
- موقع وزارة الخارجية البنمية